# Махмутово (Салаватский район)
Махму́тово (баш. Мәхмүт) — деревня в Салаватском районе Башкортостана, входит в состав Аркауловского сельсовета.

## География
Деревня находится на правом берегу реки Юрюзань.

## Географическое положение
Расстояние до:
- районного центра (Малояз): 38 км;
- центра сельсовета (Аркаулово): 3 км;
- ближайшей ж/д станции (Кропачёво): 68 км.

## Население
| 2002 | 2009 | 2010 |
| ---- | ---- | ---- |
| 115  | →115 | ↘100 |

### Национальный состав
Согласно переписи 2002 года, преобладающая национальность — башкиры (93 %).

## Известные уроженцы
- Баик Айдар (1710—1814) — башкирский поэт-импровизатор, сэсэн, певец[5][6].
- Харисов, Фаррух Харисович (1918—1945) — советский военнослужащий, старший сержант, полный кавалер ордена Славы[7][8].